# Antonio Maria Travia
Antonio Maria Travia (* 1. Januar 1914 in Palermo, Italien; † 5. Februar 2006 in Rom) war ein Kurienerzbischof römisch-katholischen Kirche.

## Leben
Antonio Maria Travia empfing am 11. Juli 1937 durch den Erzbischof von Palermo, Luigi Kardinal Lavitrano, das Sakrament der Priesterweihe für das Erzbistum Palermo.
Am 16. Dezember 1968 ernannte ihn Papst Paul VI. zum Titularerzbischof von Termae Himerae und bestellte ihn zum Päpstlichen Almosenier. Paul VI. spendete ihm am 6. Januar 1969 die Bischofsweihe; Mitkonsekratoren waren der Sekretär der Kongregation für die Evangelisierung der Völker, Kurienerzbischof Sergio Pignedoli, und der Sekretär der Kongregation für die Bischöfe, Kurienerzbischof Ernesto Civardi.
Am 23. Dezember 1989 nahm Papst Johannes Paul II. das von Antonio Maria Travia aus Altersgründen vorgebrachte Rücktrittsgesuch an.